# Grindelia prunelloides
Grindelia prunelloides là một loài thực vật có hoa trong họ Cúc. Loài này được (Poepp. ex Less.) A. Bartoli & Tortosa mô tả khoa học đầu tiên năm 1999.